# 妙蓮寺 (北海道福島町)
妙蓮寺（みょうれんじ）は、北海道松前郡福島町にある日蓮宗の寺院。

## 概要
山号は大圓山。寺院は莚師法縁、住職は親師法縁に属する。旧本寺は宗門史跡・別格中本寺 妙光山法華寺
（松前法華寺）、旧寺格は平僧寺跡。

## 歴史

### 概略
明治時代末期から大正時代にかけて北海道西岸では鰊漁が最盛期を迎え、網元達は鰊御殿と呼ばれる巨大な番屋を構えるほどの財を成していた。そのような網元の一人である福島村の住吉安太郎は、思うところあって浄土宗から日蓮宗に改宗したが、村内に日蓮宗寺院がないことを憂い、明治29年（1896年）11月5日に松前法華寺28世・正運院日軌（貫名日軌）の弟子であった正孝院日仁（町田壽正）を1世に迎え100坪の法華堂を建立した。日仁は精力的な布教活動を展開し教線が拡張、逐次諸堂も建立され、翌30年（1897年）6月14日には「大圓山妙蓮寺」を公称した。この功績もあってか松前法華寺29世の法灯を継承することとなり、2世を照真院日闡（岡観亮）に託した。
日闡は日本三大摩利支天の一として高名な妙宣山徳大寺の28世・照観院日芙（本橋義全）に就いて出家得度したと伝えられており、その後、中国地方屈指の古名刹である宗門史跡・広昌山常国寺の36世として栄晋。更に北海道に渡り妙蓮寺2世となった。日闡もまた、日仁と住吉安太郎によって整えられた寺観の維持発展に心血を注いだが、昭和17年（1942年）6月30日に遷化した。本来ならば惣領弟子であり実子でもある照孝院日秀（岡観妙）が継承するところであったが、日秀はこの時既に新潟県上越市寺町の法光山長遠寺の51世として法灯を継承していたため、娘婿の照應院日感（岡要淨）が3世を継承した。
日感は新潟県新潟市秋葉区の法久山妙蓮寺38世・妙義院日暢（本郷要演）に就いて出家得度したと伝えられており、東京都大田区池上にある大本山長栄山本門寺（池上本門寺）で修行を重ねた。修行後に新潟市妙蓮寺に戻ったが、上越市寺町の自戒山常国寺が無住であったため院代として赴任。その後、縁あって北海道に渡り日闡の娘婿として迎えられた。日感もまた日闡同様に寺観の維持に尽力したが、昭和37年（1962年）に病床に伏し同39年（1964年）7月5日に遷化した。この後、嫡子である智照院日栴（岡観要）が4世の法灯を継承するまでは、日栴の師となった松前法華寺32世・淳真院日曦（中里観光）を始めとする近隣組寺や、日感の妻・岡貞（貞應院妙實日紹清大姉）の尽力により護持された。
昭和43年（1968年）7月に弱冠21歳で住職となった日栴は、その在任50年の中で中興とも称すべき大功を挙げた。住職就任間もない昭和46年（1970年）に庫裡を改修。続いて昭和52年（1976年）5月には日蓮宗管長・池上本門寺80世の文妙院日威（金子日威）による北海道親教があり これに併せて浄行堂を建立した。また昭和56年（1981年）に日蓮の700遠忌記念事業として檀信徒会館を新築、昭和61年（1986年）9月に本堂並びに山門（鐘楼付仁王門）を改修、更に平成11年（1999年）7月に歴代廟・開基廟・合同墓の移転建立、平成17年（2005年）7月には本堂・客殿・庫裡を全面新築するなど、寺観を一新する一大事業を展開した。また住職就任当初から布教紙「はちす」を発行。昭和50年（1975年）2月に大本山正中山法華経寺（中山法華経寺）大荒行初行を成満し、昭和57年（1982年）9月には北海道で初となる万灯講「蓮光会」を結成して檀信徒の教化に努める一方で、日蓮宗主催の大法要や国外参拝団に精力的に参加し、専任布教師・修法師・声明師の名に相応する活躍を重ねた。日蓮宗内での活躍はそれだけに留まらず、僧道林主任や声明師養成講習所助講として後進の教導に当たるほか、北海道南部に於いても要職を歴任し近隣寺院の発展に寄与した。更には福島町に於いても行政に関わる要職に就任。社会教導師の責務として地域社会の公益に貢献し、結果として妙蓮寺の声望が高まることとなった。このような数々の功績が認められ、平成31年（2019年）4月29日に営まれた法灯継承式では日蓮宗から一級法功章が授与された。
令和元年（2019年）5月1日の改元に合わせて法灯を継承し5世となった遠照院日皓（岡要樹）は、平成10年（1998年）から平成14年（2002年）にかけて池上本門寺で修行した後に、声明師養成講習所や中山法華経寺大荒行での研鑽修行を重ね声明師・修法師に任命された。その手腕は妙蓮寺内外を問わず発揮され、日蓮宗内では信行道場書記として後進の教導に当たるほか、宗祖降誕800年青少幼年サミットPT員や全国日蓮宗青年会の宗祖降誕800年慶讃事業担当委員長などに任命され日蓮宗全体の活性化に貢献している。また北海道南部に於いても青年会会長を皮切りに教化センター員や伝道担当事務次長などを務め、地元の福島町においても社会教導師の責務として主任児童委員に就任するなど、4世日栴と同様に活躍し現在に至っている。

### 年表
| 年月日                    | 住職                         | 事績                                                     |
| ------------------------- | ---------------------------- | -------------------------------------------------------- |
| 明治29年（1896年）11月5日 | 1世・正孝院日仁（町田壽正）  | 住吉安太郎の招請により法華堂を建立                       |
| 明治30年（1897年）6月14日 | 1世・正孝院日仁（町田壽正）  | 山門・客殿・庫裡等の伽藍を整備、大圓山妙蓮寺と公称する   |
| 大正14年（1925年）1月3日  | 1世・正孝院日仁（町田壽正）  | 松前法華寺にて遷化                                       |
| 昭和17年（1942年）6月30日 | 2世・照真院日闡（岡観亮）    | 遷化                                                     |
| 昭和39年（1964年）7月5日  | 3世・照應院日感（岡要淨）    | 遷化                                                     |
|                           | 代務・淳真院日曦（中里観光） | 近隣組寺や日感の妻・岡貞と共に護持                       |
| 昭和43年（1968年）7月     | 4世・智照院日栴（岡観要）    | 入寺                                                     |
| 昭和46年（1970年）        | 4世・智照院日栴（岡観要）    | 庫裡を改修                                               |
| 昭和52年（1976年）        | 4世・智照院日栴（岡観要）    | 浄行堂を建立                                             |
| 昭和56年（1981年）        | 4世・智照院日栴（岡観要）    | 宗祖700遠忌記念事業として檀信徒会館を建立                |
| 昭和57年（1982年）9月     | 4世・智照院日栴（岡観要）    | 北海道初の万灯講となる「蓮光会」を結成                   |
| 昭和61年（1986年）9月     | 4世・智照院日栴（岡観要）    | 開創90周年記念法要を奉行、記念事業として本堂・山門を改修 |
| 平成8年（1996年）11月     | 4世・智照院日栴（岡観要）    | 開創100周年記念法要を奉行                                |
| 平成11年（1999年）7月     | 4世・智照院日栴（岡観要）    | 歴代廟・開基廟・合同墓を移転建立                         |
| 平成17年（2005年）7月     | 4世・智照院日栴（岡観要）    | 本堂・客殿・庫裡を全面新築                               |
| 平成31年（2019年）4月29日 | 4世・智照院日栴（岡観要）    | 法灯継承式を奉行、一級法功章が授与される                 |
| 令和元年（2019年）5月1日  | 5世・遠照院日皓（岡要樹）    | 入寺                                                     |

## 伽藍・境内

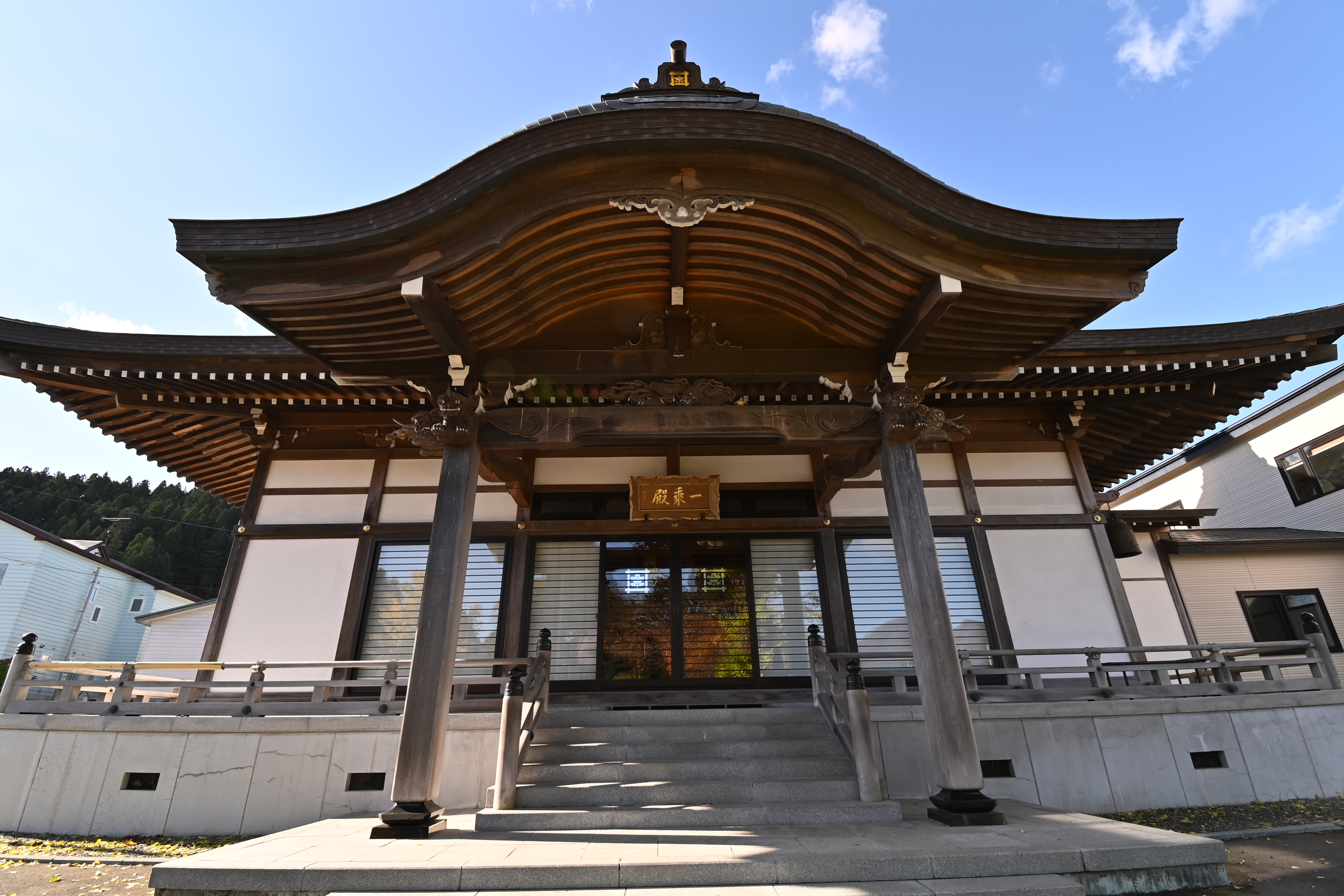
本堂
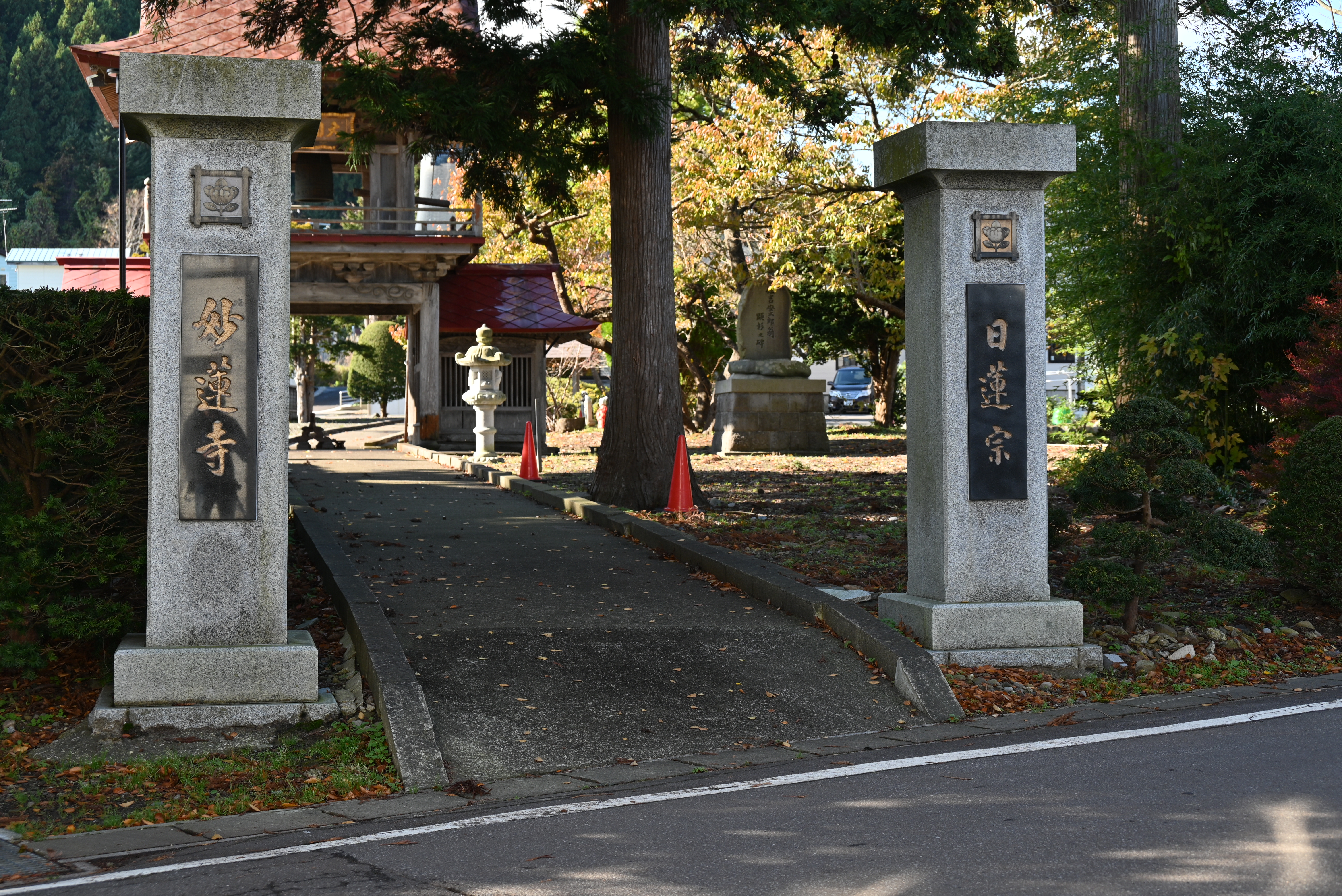
総門
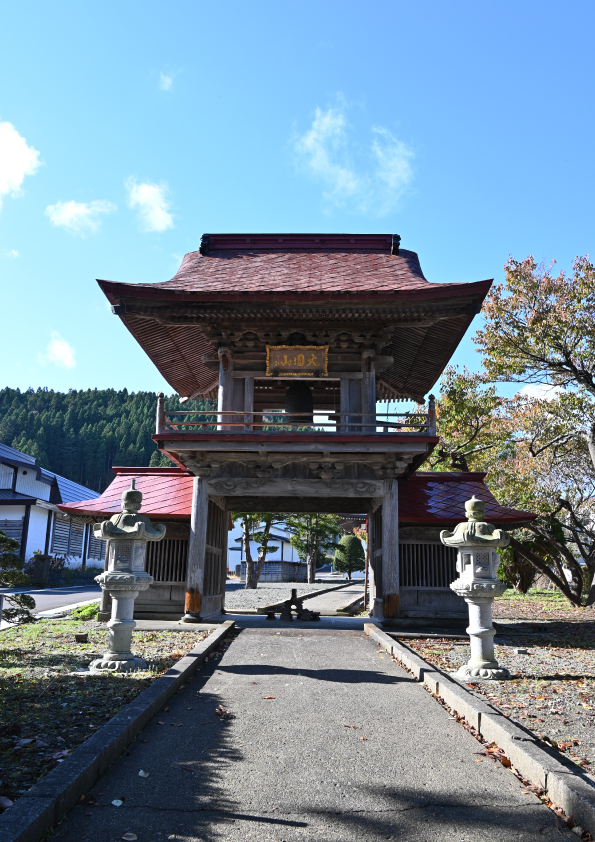
山門（鐘楼門）
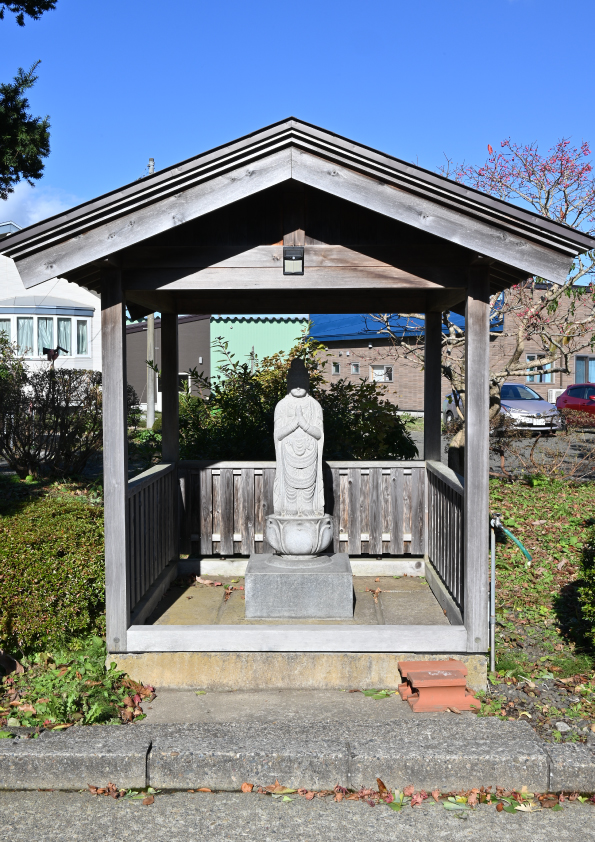
浄行堂
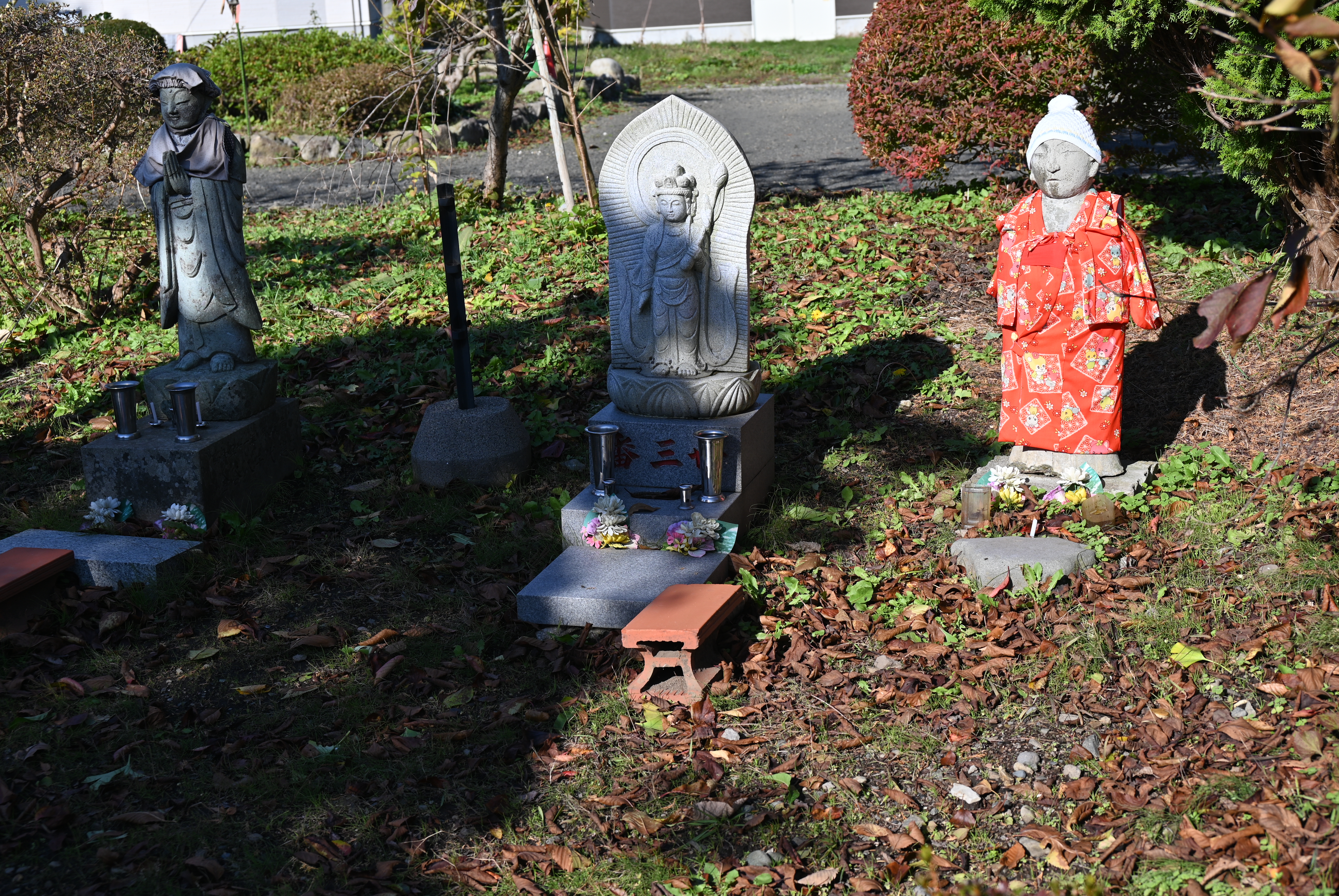
妙光菩薩・観世音菩薩
檀信徒会館
客殿・庫裡
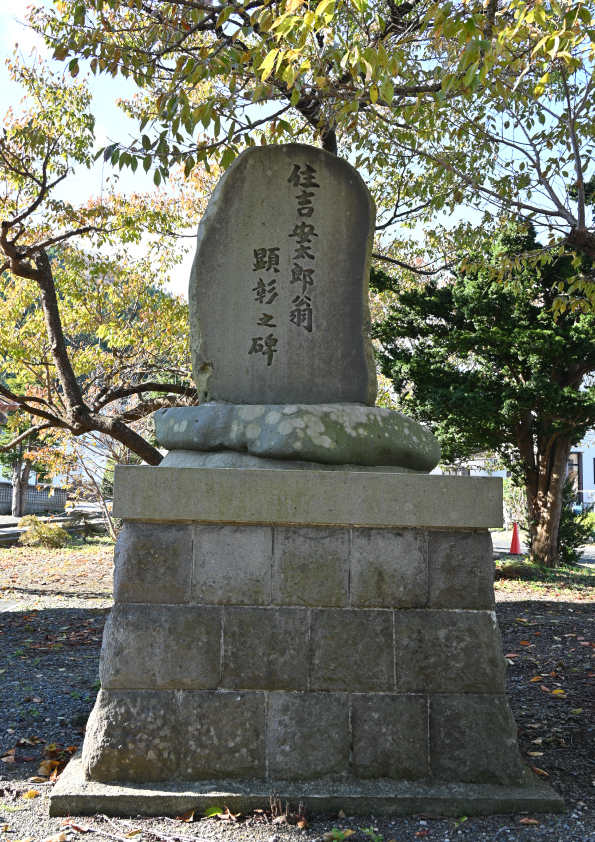
住吉安太郎翁顕彰之碑
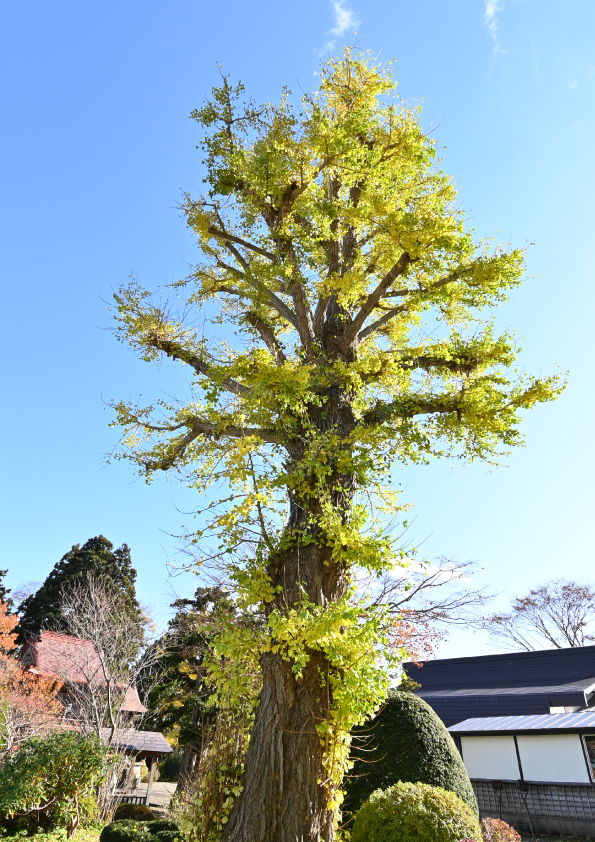
大銀杏

本堂（一乘殿）
平成17年（2005年）7月に再建。7間四面・唐破風造向拝の総木造。扁額「一乘殿」は日蓮宗管長・池上本門寺81世の本隆院日淳（田中日淳）の筆。三宝尊の他に鬼子母神や妙見菩薩が祀られており、特に妙見菩薩にまつわる星祭りは年中行事の中でも最大規模の大祭となっている。
総門
平成6年（1994年）11月に建立。「日蓮宗妙蓮寺」は本隆院日淳の筆。
山門（鐘楼付仁王門）
明治30年（1897年）に建立。北海道内では貴重な100年を超える木造建築で、かつ全国的にも類例が極めて少ない「鐘楼付仁王門」（鐘楼門と仁王門が一体となった建築様式）である。扁額「大圓山」は文妙院日威の筆。この扁額は昭和52年（1977年）5月の北海道親教の際に奉納した勧募の返礼とした書かれたもので、池上本門寺仁王門の扁額「長栄山」と一墨同筆の兄弟額である。
浄行堂
昭和52年（1977年）に建立。浄行菩薩が安置されている。この年の5月の北海道親教の際に、文妙院日威が妙蓮寺に立ち寄ったことを記念して建立された。
妙光菩薩・三十三番観世音菩薩
檀信徒の寄進により安置された妙光菩薩と三十三番観世音菩薩。観世音菩薩像は、かつてこの地域に存在した三十三観音信仰に由来があると伝えられており、平成17年（2005年）の本堂新修と時を同じくして、寄進者の孫にあたる檀徒夫妻によって新たな像に作り替えられた。
檀信徒会館
昭和56年（1981年）に建立。日蓮の700遠忌記念事業として建てられた。約200㎡で150名程度が収容でき、大客殿や地域の葬祭場として利用されている。
客殿・庫裡
平成17年（2005年）7月に再建。
住吉安太郎翁顕彰之碑
妙蓮寺の開基・住吉安太郎の顕彰碑。住吉安太郎は、妙蓮寺の他にも北海道留萌郡小平町の一乗山實相寺を建立し開基檀越となっている。
歴代廟・開基廟・合同墓
平成11年（1999年）7月に福島町営墓地公園内に移転建立。石塔銘は本隆院日淳の筆。
大銀杏
明治29年（1896年）の開山時に植えられたものと伝えられている。推定樹齢130年以上、樹高約23m、幹回り約4m。
- 本堂
- 総門
- 山門（鐘楼門）
- 浄行堂
- 妙光菩薩・観世音菩薩
- 檀信徒会館
- 客殿・庫裡
- 住吉安太郎翁顕彰之碑
- 大銀杏

## 文化財・寺宝
寺宝
- 総本山身延山久遠寺78世・智等院日良（豊永日良） 大曼荼羅
- 大本山長栄山本門寺80世・文妙院日威（金子日威） 大曼荼羅
- 大本山長栄山本門寺80世・文妙院日威（金子日威） 山号額「大圓山」
- 大本山長栄山本門寺81世・本隆院日淳（田中日淳） 大曼荼羅
- 大本山長栄山本門寺81世・本隆院日淳（田中日淳） 本堂額「一乘殿」
- 霊跡本山海光寺佛現寺3世・境歓院日鴻（水村日鴻） 大曼荼羅
- 開山・正孝院日仁（町田壽正） 棟札

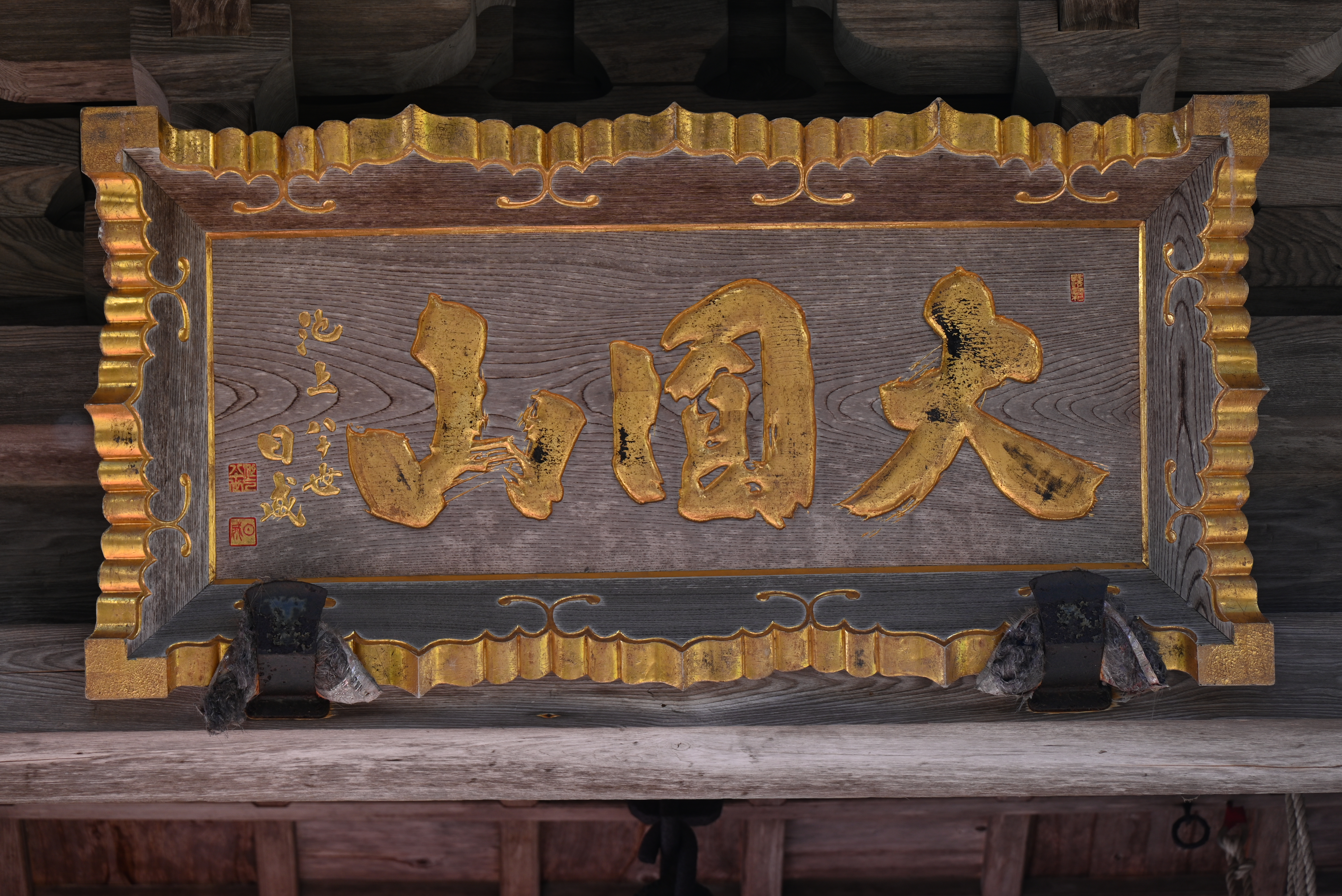
山号額「大圓山」
本堂額「一乘殿」

## 歴代住持
| 歴代      | 法号 （俗姓・道号）     | 命日（享年［数え年］）            | 経歴 |
| --------- | ----------------------- | --------------------------------- | --- |
| 崇敬 開山 | 蓮華阿闍梨日持 (松野氏) | 永仁3年（1295年）1月1日（47歳か） | 本山 貞松山蓮永寺（静岡県静岡市葵区） 開山 本山 廣布山本滿寺（京都府京都市上京区） 崇敬開山 宗門史跡 妙光山法華寺（北海道松前郡松前町） 開山 成翁山法華寺（北海道檜山郡江差町） 開基 日持山妙應寺（北海道函館市石崎町） 開基 廣布山蓮華寺（青森県青森市本町） 開基 蓮華山東之院（東京都大田区池上） 開山 能王山盛圓寺（神奈川県横浜市青葉区） 開山 身延山窪之坊（山梨県南巨摩郡身延町） 開山 松林山妙永寺（静岡県富士市浅間上町） 開山 円応山法蓮寺（静岡県富士市南松野） 開山 妙法山永精寺（静岡県富士市南松野） 開山 |
| 1世       | 正孝院日仁 （町田壽正） | 大正14年（1925年）1月3日（58歳）  | 宗門史跡 妙光山法華寺（北海道松前郡松前町） 29世 |
| 2世       | 照真院日闡 （岡観亮）   | 昭和17年（1942年）6月30日（70歳） | 宗門史跡 広昌山常国寺（広島県福山市熊野町） 36世 普門山安穏寺（大阪府豊能郡能勢町） 25世 長渓山正林寺（大阪府豊能郡能勢町） 歴世 |
| 3世       | 照應院日感 （岡要淨）   | 昭和39年（1954年）7月5日（55歳）  | 自戒山常国寺（新潟県上越市寺町） 院代 |
| 4世       | 智照院日栴 （岡観要）   |                                   | 日蓮宗一級法功章 |
| 5世       | 遠照院日皓 （岡要樹）   |                                   | |

## 旧本末
日蓮宗は昭和16年に本末を解体したため、現在では、旧本山・旧末寺と呼びならわしている。
- 本山 廣布山本滿寺（京都府京都市上京区）
  - 本満寺 末：宗門史跡 妙光山法華寺（北海道松前郡松前町）
    - 法華寺 末：妙見山感應院（北海道松前郡松前町）－ 塔頭
    - 法華寺 末：大圓山妙蓮寺（北海道松前郡福島町）
    - 法華寺 末：日朝山国本寺（北海道上磯郡知内町）
    - 法華寺 末：妙宝山登順寺（北海道寿都郡寿都町）
    - 法華寺 末：一乗山實相寺（北海道留萌郡小平町）
    - 法華寺 末：久高山本澄寺（北海道苫前郡羽幌町）
    - 法華寺 末：妙見山大盛寺（北海道網走市桂町）
      - 大盛寺 末：明泰山日清寺（北海道斜里郡小清水町）

## 交通
- 北海道新幹線木古内駅から車で約40分
- 函館空港から車で約100分

## 近隣施設
- 福島町青函トンネル記念館　徒歩で約5分
- 道の駅横綱の里ふくしま　徒歩で約7分
- 横綱千代の山・千代の富士記念館　徒歩で約7分
- 福島大神宮　徒歩で約10分
- 海峡横綱ビーチ　徒歩で約12分
- 伊能忠敬北海道測量開始記念公園　車で約8分
- 吉岡温泉ゆとらぎ館　車で約10分
- 岩部クルーズ　車で約15分

## 脚註
1. ↑  開山と1世は同義であるが、妙蓮寺では「開山」の称号は崇敬開山である日持にのみ冠している。
2. ↑  法類・法縁とは、同じ宗旨・宗派に属し密接な関係を持つ僧侶並びに寺院のこと。旧本寺の松前法華寺及び江差法華寺は、日蓮の高弟である六老僧の一人・蓮華阿闍梨日持が正応元年（1291年）に檜山郡上ノ国小堀村勝山に建立した法華堂を淵源とする。日持門流は、日持自ら開いた妙法山永精寺を淵源とし親師法縁に属する本山貞松山蓮永寺と、日持を崇敬開山に仰ぎ莚師法縁の縁頭寺である本山廣布山本滿寺の2大法脈となっている。上ノ国法華堂を淵源に持つ日持門流は、寺院と住職の法縁を敢えて分かつことによって両本山の法脈を継承する形式を保っており、これは他の日持門流寺院には見られない特徴となっている。
3. ↑  住吉安太郎は、妙蓮寺の他にも北海道留萌郡小平町の一乗山實相寺を建立し開基檀越となっている。
4. ↑  新潟市妙蓮寺は末寺6ヶ寺を擁する中本寺。日暢は、脱師法縁越後要之字法脈の重鎮であり布教監（教区から1名選ばれる管長選任の布教師）に任命されるほどの布教の大家でもあった。そのため、大正10年（1921年）9月26日に実施された本山金栄山妙成寺56世貫首の選出選挙の際には候補者の一人となった。
5. ↑  34世・観義院日達と35世・本義院日明の間に無住時代があったと推察される。
6. ↑  親教とは、一宗の管長や本山の長たる座主・貫首・長老等が檀信徒未信徒を問わず親しく教えを説くことをいう。この北海道親教は、昭和20年（1945年）4月15日の東京大空襲によって全山が灰燼に帰した池上本門寺の復興勧募のために行われた。
7. ↑  万灯講とは、毎年10月12日に池上本門寺で営まれるお会式万灯練供養に参加する講。蓮光会の結成は、その後の北海道各地に於ける万灯講設立の嚆矢となった。
8. ↑  「日蓮聖人第七百遠忌中央大会法要」（昭和56年5月）・「立教開宗七百五十年慶讃中央大会法要」（平成9年5月）・「立教開宗七百五十年慶讃大法要」（平成14年4月）・「終戦七十周年戦没者慰霊沖縄法要」（平成26年3月）
9. ↑  「インド仏跡参拝団」（昭和60年12月）・「全国日蓮宗青年会ハワイ特別布教団」（平成3年1月）・「日持聖人第七百遠忌宣化訪中団参」（平成5年3月）・「国際永久平和祈念祭典特別大法要並びにハノーバー・バチカン訪問団」（平成12年6月）・「ブラジル身延山南米別院恵明寺参拝」（平成22年3月）
10. ↑  青年会会長・声明師会会長・宗務相談室室長・伝道担当事務長・教化センター長・日蓮宗新聞支局長・宗務所副長
11. ↑  選挙管理委員補充員・社会教育委員・教育委員会委員・固定資産評価審査委員会委員・行政相談委員
12. ↑  一級法功章とは、日蓮宗の一般教師が授与される褒章の中で最高位に位置するもの。
13. ↑  日蓮宗の拠経である『妙法蓮華経』に於いて釈迦の脇侍として位置づけられる四人の菩薩（上行・無辺行・浄行・安立行）の内の1人で、古くから“末法時代の衆生の身心を浄らかにする徳を有した菩薩”として信奉されている。‟菩薩の尊体のうち、自身の悪いところや病気・怪我などで痛む箇所と同じ部位を清めて祈願をすれば身心の病いが癒える”という思想から、堂宇の中央に尊像を安置し備品のスポンジなどで尊像を拭う形態になっている。